# ¡Qué verde era mi duque!
¡Qué verde era mi duque! es una coproducción hispano-mexicana de comedia estrenada en 1980, dirigida por José María Forqué y protagonizada en los papeles principales por José Luis López Vázquez, Susana Dosamantes, Francisco Cecilio, Florinda Chico y Alfonso del Real.

## Sinopsis
Lázaro se casó con una mujer muy rica, la duquesa Porfiria, por lo que al contraer matrimonio con ella adquirió también el título de duque además de disfrutar de las riquezas y bienes que ella poseía. Al caer enferma la duquesa, Lázaro es el beneficiario de todos sus bienes y decide venderlos para irse a vivir a una isla tropical. Son muchos los empleados y personas que dependen del sustento económico de la duquesa y no piensan dejar que su marido se salga tan fácilmente con la suya. Así que maquinan una estratagema para obligarle a quedarse y esto implicará a Pilar, una joven muchacha del pueblo de la que el duque está enamorado. Pero lo que no saben es que Pilar se ha puesto de acuerdo con la duquesa y, tras poner al descubierto la hipocresía de todos, se va del pueblo con el cartero que es de quién está enamorada.

## Reparto
- José Luis López Vázquez como Duque Lázaro.
- Susana Dosamantes como Pilar.
- Francisco Cecilio como Pío, el Sastre.
- Florinda Chico como Duquesa Porfiria.
- Alfonso del Real como Alcalde.
- Arturo Alegro como	Veterinario.
- Francisco Andrés Valdivia como Médico.
- Mary Begoña como Mujer Alcalde.
- Ana Marzoa como Mujer Veterinario.
- Rosana Caskan como	Carolina.
- José Calvo como Palurdo.
- Alejandro de Enciso como Cartero.
- Antonio Passy como Hombre Banco.
- Juan Lombardero como Psicoanalista.
- Esperanza Solano como Clara.